# Kanjers (IKON)
Kanjers was een vijfdelige televisieserie die in 1989 werd uitgezonden door de IKON op Nederland 3. Astrid Serkei volgde een aantal tieners op school en buiten schooltijd, met hun adolescentieproblemen en seksuele escapades.